# 扭量理论
扭量理论是由英国数学家、物理学家罗杰·彭罗斯开创的一门主要用于解决广义相对论和量子力学结合的数学工具。与迴圈量子重力理論有着紧密的关系而不同于超弦理论。